# 高杉妙子
高杉 妙子（たかすぎ たえこ、1919年〈大正8年〉 - 1994年〈平成6年〉6月30日）は、昭和期の女優。本名は福田琴子。

## 経歴
東京出身。帝劇の舞台「花咲く港」などで活躍。スクリーンでも活躍し、1939年（昭和14年）「ロッパ歌の都へ行く」、1941年（昭和16年）「歌へば天国」、1949年（昭和24年）「鐘の鳴る丘」、1950年（昭和25年）「東京キッド」などに出演。1955年（昭和30年）にはテレビドラマ「サザエさん」にフグ田サザエ役で出演。1957年（昭和32年）にはサザエさんの後番組「とんちんかん物語」に出演。
歌手として、1937年（昭和12年）にコロムビアの廉価盤だったリーガルレコードからデビュー。1939年（昭和14年）にポリドールに移籍。代表曲には、「大陸の乙女」、「赤い屋根青い屋根」、「純情子守唄」、「年ごろ」などがある。
劇作家で作詞家の菊田一夫は元夫である。菊田との間には、二人の娘がいる。一人は作曲家の菊田伊寧子（- 2024年）。
1993年（平成5年）の末から、持病のリウマチが悪化し、翌年1994年（平成6年）6月30日に鎌倉市内の病院で死去。享年75。